# Gene Schroeder

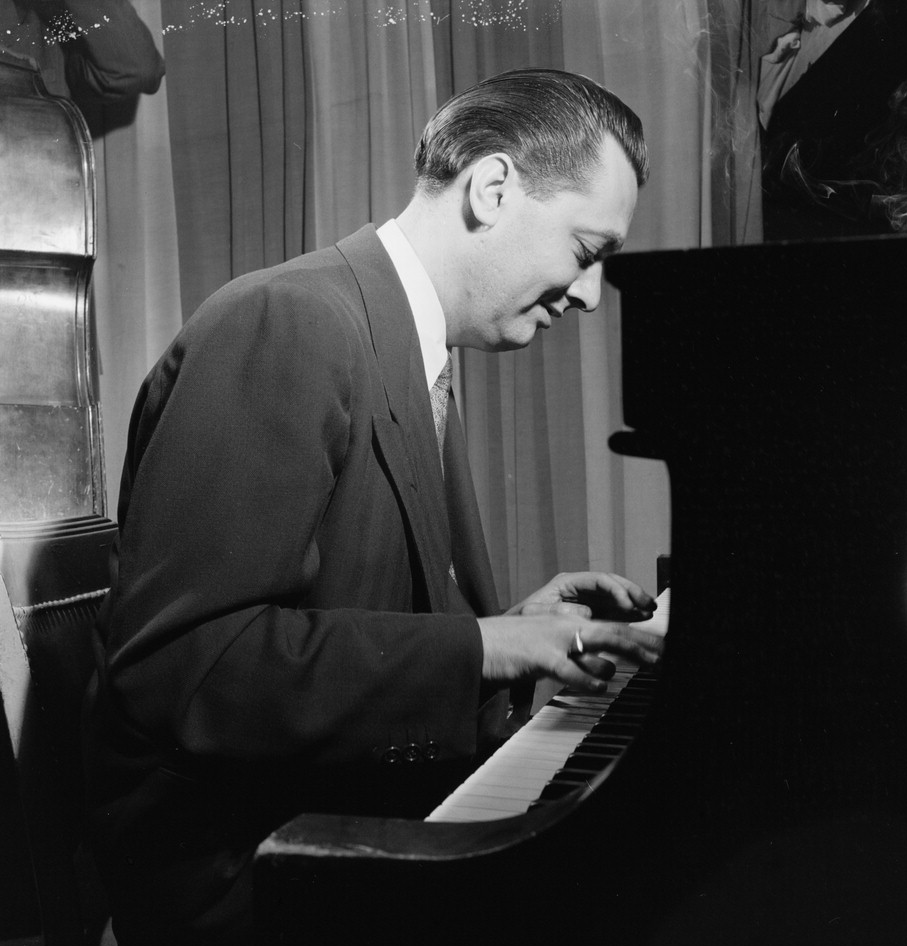
Gene Schroeder bei einem Auftritt im Jazzclub Eddie Condon's, New York City zwischen 1946 und 1948. Foto: William P. Gottlieb

Eugene Charles „Gene“ Schroeder (* 15. Februar 1915 in Madison (Wisconsin); † 16. Februar 1975 ebendort) war ein US-amerikanischer Jazzmusiker (Piano) der Swingära.

## Leben und Wirken
Schroeder, dessen Mutter Pianistin und der Vater Trompeter war, studierte an der Wisconsin School of Music. Als er elf Jahre alt war, spielte er ab und zu in der Band seines Vaters, und einige Jahre später spielte er auch Klarinette in seinem High-School-Orchester. Nach einem Jahr an der University of Wisconsin Music School zog Schroeder nach Milwaukee. Er leitete dort eine eigene Band und spielte mit lokalen Musikern, u. a. mit Wild Bill Davison. 1939 zog er nach New York City, war kurzzeitig Mitglied im Wes Westerfield Trio, leitete eine Combo und verbrachte jeweils ein Jahr als Mitglied der Gruppen von Joe Marsala und Marty Marsala. Im Sommer 1942 arbeitete Schroeder erneut mit Wild Bill Davison (mit dem 1944 erste Aufnahmen entstanden), dann (ab 1943) im Jazzclub Nick's mit Miff Mole. Nachdem er Eddie Condons regelmäßiger Pianist wurde, spielte er bei der Eröffnung des Clubs Condon's im Jahr 1945. Schroeder spielte dann ab den 1940er-Jahren in der Szene des Traditional Jazz auch in den Bands von George Brunies, Joe Marsala, Marty Marsala, Muggsy Spanier, Al Sears, Red McKenzie und George Wettling. 1944 legte er auf Black & White Records die beiden Singles „Sweet Georgia Brown“ / „Tea for Two“ und „Liza / I Ain't Got Nobody“ vor.
Nach 1945 gehörte Schroeder dem Bud Freeman Orchestra und Eddie Edwards’ Original Dixieland Jazz Band an; weiterhin war er an Aufnahmen von Jack Teagarden, Lee Wiley, Gene Krupa's Chicago Jazz Band, Tommy Dorsey and His Clambake Seven (mit Bobby Hackett, Peanuts Hucko, Arthur Rollini), Lou McGarity und Jimmy McPartland beteiligt. Außerdem trat er in den 1950er-Jahren weiter mit Eddie Condon in dessen Club auf; die Aufnahmen wurden regelmäßig im Rundfunk übertragen. 1958 war in Art Ford’s Jazz Party zu Gast und spielte mit Swing-Veteranen wie Rex Stewart, Charlie Shavers, Wilbur DeParis und Woody Herman. In den folgenden Jahren arbeitete er auch mit Marty Grosz and His Gaslighters und mit den Dukes of Dixieland. Er arbeitete Ende der 1960er Jahre mit Tony Parenti. Im Bereich des Jazz war er laut Tom Lord zwischen 1943 und 1968 an 170 Aufnahmesessions beteiligt.
Nach Ansicht von Scott Yanow galt Schroeder als zuverlässiger Pianist, der während seiner langen Zusammenarbeit mit Eddie Condons Chicagoer Jazzbands zwar ständig im Schatten stand, jedoch ein talentierter, subtiler Spieler war.

## Lexigraphische Einträge
- Carlo Bohländer, Karl Heinz Holler, Christian Pfarr: Reclams Jazzführer. 3., neubearbeitete und erweiterte Auflage. Reclam, Stuttgart 1989, ISBN 3-15-010355-X.
- Leonard Feather, Ira Gitler: The Biographical Encyclopedia of Jazz. Oxford University Press, New York 1999, ISBN 0-19-532000-X.